# فری کلاس استار
فری کلاس استار (به انگلیسی: Star-class ferry) یک کلاس از کشتی است که طول آن ۲۱۸٫۸ متر (۷۱۷ فوت ۱۰ اینچ) می‌باشد.